# Orde van de Bevrijder
De Orde van de Bevrijder, in het Spaans "Orden del Libertador" geheten werd op 14 september 1880 door President Antonio Guzmán Blanco gesticht door de regering van Venezuela. De ridderorde eert in haar naam en door zijn portret in de versierselen centraal te stellen de Venezolaanse "Vader des Vaderlands", de revolutionaire generaal Simón José Antonio de la Santísima Trinidad Bolívar Palacios y Blanco (1783-1830).
De orde wordt soms ten onrechte aangeduid als de "Orde van Bolivar" of "Orde van de Buste van Bolivar". Die laatste orde werd op 11 maart 1854 door President José Gregorio Monagas ingesteld als "Medalla de Distinción con el busto del Libertador". Men beschrijft de Orde van de Buste van Bolivar als de directe voorganger van de Orde van de Bevrijder.
Deze moderne orde van verdienste volgt het voorbeeld van het Franse Legioen van Eer en heeft vijf graden. Voor staatshoofden is er een keten, de Gran Collar. Men verleent de onderscheiding voor verdiensten aan de staat en de samenleving.
Het kleinood is een ovaal medaillon met 32 gouden stralen aan een lint in de kleuren van de Venezolaanse vlag. Ook de zilveren ster van de grootofficieren en grootkruisen is langwerpig. Op de gouden keerzijde staat het niet geëmailleerde wapen van Venezuela.

## Rangen
De orde kent zes rangen, van hoog naar laag:
- Gran Collar (slechts voor staatshoofden)
- Eerste klasse (Gran Cordón)
- Tweede klasse (Gran Oficial)
- Derde klasse (Comendador)
- Vierde klasse (Oficial)
- Vijfde klasse (Caballero)

## Enige dragers van de orde

### Gran Collar
- Michelle Bachelet
- Rafael Caldera
- Muhammad Jatami
- Dmitri Medvedev
- Haile Selassie
- maarschalk Tito

### Gran Cordón
- Asdrúbal Aguiar
- Otto Beaujon
- Gustavo Cisneros
- Denzil Douglas
- Vladimir Gessen
- Ben Leito (1971)
- René Römer (1987)
- Boy Rozendal (1978)
- René De Sola
- Alberto Martini Urdaneta
- Muhammad Yunus

### Comendador
- Joop (J.J.A.) Ellis
- Lelio Lagorio
- Johan Santana

### Oficial
- Ernst Lodewijk Baron van Heeckeren van Waliën (1884)
- Ferdinand Kieckens (1884)
- Antonius van Koolwijk (1885)
- Juancho Evertsz (1971)
- Ronchi Isa (1971)
- S.A.L. Maduro
- Dr. Jacobus H.M. Ellis (1910)

### Caballero
- Ramón Ocando Pérez
- Johannes H.M. Ellis (13.3.1884)